# آلپارگاتاس آرژانتین
آلپارگاتاس آرژانتین (انگلیسی: Alpargatas Argentina) شرکت پوشاک آرژانتینی است، که در سال ۱۸۸۵ تأسیس شد.